# ホンダ・エレクトロ・ジャイロケータ
ホンダ・エレクトロ・ジャイロケータは、1981年に本田技研工業が開発し、商品化された世界初の自動車用ナビゲーションシステムである。

## 概要
ホンダが独自で開発したガスレートジャイロを用いた世界初の自立航法型の自動車用ナビゲーションシステム。当時はGPS衛星を用いた測位技術の民生的用途が制限されていたため、自車の位置を割り出す方法として方向センサとタイヤ回転からの走行距離センサにより、移動方向と移動距離を検出する仕組みをとった。こうして検出された結果を16ビットのマイクロコンピュータによって演算し、ナビゲーション表示部の小型ブラウン管において起点からの走行軌跡を光の点で表示した。ブラウン管の前面にはシートを入れられるようになっており、道路地図が印刷された透明のセルロイドシートを入れることで走行軌跡を地図上に映し出す仕組みとなっていた。地図シートに目的地などを書き込めるよう地図上に書いたものを消すことができる専用ペンも付属していた。
部品の開発と生産は、方向センサをスタンレー電気と、表示部、コンピュータ、距離センサをアルプス電気と協業した。地図シートに関しては紙の地図は道路が混みあっているところなどでは見やすさを優先して省略されるため、システムに合わせた地図を昭文社と共同で新たに製作したほか、専用ペンは三菱鉛筆と共同で開発した。
1981年（昭和56年）9月にフルモデルチェンジしたアコードのオプションとして29万9000円で発売された。しかしコールドスタートにおいてはガスレートジャイロのウォームアップのためしばらく走った上で停車し、走行軌跡と地図を重ね合わせる必要がある上に、車両の位置がフィルムシートの地図からはみ出ると手動で紙芝居のように地図シートを入れ替え、再び軌跡と地図を重ね合わせなければならなかった。また、ジャイロのずれが発生した際には手動でマップを調整しなければならなかった。そのため販売台数は公称200台程度にとどまった。
その後もホンダは光ファイバージャイロを用いることでウォームアップの時間を無くすなど、アナログマップナビの開発を続けたが、1985年（昭和60年）にアメリカEtak（英語: Etak）社がデジタルマップナビを発表したことからホンダは手動で地図を調整しなければならないこの方式を用いたナビの開発を中止し、アナログマップナビが市場に根付くことはなかった。しかし1990年（平成2年）に2代目レジェンドに搭載されたデジタルマップナビにもアナログマップナビで培ったジャイロによる位置検出の技術が使われており、その後のGPSを用いたカーナビゲーションシステムなどにおいてもGPSの届かない地下や山間部における位置検出の補助としてこのシステムで用いられた方向センサと走行距離センサによって自車の位置を割り出す技術思想が広く普及した。
2017年（平成29年）にはIEEEによって自動車産業界で初めてIEEEマイルストーンに認定されている。